# Giorgio Ghezzi
Giorgio Ghezzi (Cesenatico, 1930. július 10. – Forlì, 1990. december 12.) olasz válogatott labdarúgókapus, később rövid ideig edző.

## Pályafutása
Karrierjét szülővárosa csapatában, a Cesenaticóban kezdte, ahol már tizenhat évesen a felnőttcsapatban játszhatott. Ezt követően gyorsan ívelt felfelé a karrierje, ugyanis két év rimini és modenai játék után 1951-ben már az egyik legsikeresebb csapat, Ghezzi kedvence, az Inter szerződtette.
Milánóban egy korábbi korszakos kapusegyéniség, Aldo Olivieri volt az edzője, és nála mutatkozhatott be az első osztályban, az 1951-52-es szezon elején, a Legnano ellen. Ennek ellenére az indulás nem volt egyszerű, ugyanis első szezonjában még sokat váltották egymást posztriválisával, Livio Puccionival. A következő évtől már egyértelműen ő volt az első számú kapus a „nerazzurri”-nál, és aktív részese volt az 1952-53-as és az 1953-54-es bajnoki címeknek.
Az Internél töltött időszaka alatt ragadt rá a „kamikaze” becenév, amit vakmerő, néha őrültnek titulált kijövetelei miatt kapott, és karrierje hátralévő részére hozzá is nőtt ez a név.
Utolsó interes szezonjában, John Carver edzősködése idején kiszorult a kezdőcsapatból, Enzo Matteucci került a helyére. Ennek köszönhetően a Genoához igazolt, ahol Annibale Frossi irányításával sikerült visszanyernie az önbizalmát. Országszerte ismert volt a rivalizálása a korszak másik nagy kapusával, Lorenzo Buffonnal, aki sokáig a Milan kapusa volt. A rivalizálás személyes szinten is folyt, ugyanis Buffon elszerette Ghezzitől Edy Campagnolit, aki eredetileg Ghezzi jegyese volt.
Mindössze egy év genovai játék után Ghezzi a Milanhoz szerződött, míg Buffon a Genoához igazolt, így a két nagy rivális helyet cserélt. További érdekesség a két hálóőr karrierjében, hogy mindketten megfordultak az Internazionaléban, a Genoában és a Milanban, az egyetlen különbség, hogy Buffon az említett három csapatnál fordított sorrendben játszott Ghezzihez képest.
A Milannál első idényében ismét meg kellett küzdenie a kezdőcsapatba kerülésért, ugyanis a két edző, Giuseppe Viani és Luigi Bonizzoni is inkább Luciano Alfierit preferálta Ghezzivel szemben. A változás Nereo Rocco érkezésével jött el, akinél már Ghezzi élvezte a bizalmat, és karrierje vége felé még Milánó piros-fekete felében is nyert egy bajnoki címet.
A válogatottban összesen hat meccsen lépett pályára, közte kettőn az 1954-es világbajnokságon.
Játékospályafutása befejezése után rövid ideig a Genoa edzője volt.

## A labdarúgás után
Már 1956-ban, tehát bőven aktív évei alatt egy hotelt építtetett szülővárosában, Cesenaticóban, amelynek tulajdonosa is lett. A hotelnak az Internazionale nevet adta.

## Sikerei, díjai
- Bajnok: 
  - 1952-53, 1953-54, 1961-62
- BEK-győztes: 
  - 1962-63